# Сирык, Артур Владимирович
Арту́р Влади́мирович Сирык (укр. Артур Володимирович Сірик; 17 февраля 1989, Потсдам, ГДР) — украинский футболист, нападающий.

## Биография
В ДЮФЛ выступал за донецкий «Шахтёр», днепропетровский УФК, харьковские «Металлист» и УФК.
Профессиональную карьеру начал в клубе «Харьков-2» во Второй лиге. После играл за дубль в молодёжном первенстве. В основе «Харькова» сыграл один матч 18 июля 2008 года против полтавской «Ворсклы» (0:1). Сирык вышел на 87 минуте вместо Алексея Городова. После вылета «Харькова» в Первую лигу, покинул клуб летом 2009 года.
Затем играл за ФК «Ильичёвец», «Прикарпатье» и с 2011 по 2013 годы за ФК «Полтава». По окончании сезона 2012/13 контракт с футболистом был расторгнут. В дальнейшем защищал цвета УкрАгроКом и литовской «Банги» и симферопольского ТСК.
Завершил карьеру в стане феодосийской «Кафы» в Премьер-лиге КФС в 2017 году